# Matros'ka
Matros'ka  (ucraniano: Матроська) es una localidad del Raión de Izmail en el Óblast de Odesa de Ucrania. Según el censo de 2001, tiene una población de 2259 habitantes.